# Catedral de Nuestra Señora (Yamena)
La Catedral de Nuestra Señora o bien Catedral de Nuestra Señora de la Paz (en francés: Cathédrale Notre-Dame de la Paix) es la catedral católica de la ciudad de Yamena, capital del país africano de Chad y sede de la arquidiócesis de Yamena. Se encuentra cerca de la avenida Charles de Gaulle y la Avenida Felix Eboue. Fue construida e inaugurada en 1965 y destruida el 21 de abril de 1980, durante la Guerra Civil. De hecho, la ciudad sufrió una gran destrucción en el año 1979 y especialmente en 1980, cuando se desarrolló el conflicto comúnmente llamado la guerra "Tizah chuhur". El edificio actual, que ocupa la mayor parte de las viejas estructuras, fue reconstruida entre 1983 y 1986. En el 2013 fue restaurada nuevamente.